# Грабфелд
Грабфелд (њем. Grabfeld) општина је у њемачкој савезној држави Тирингија. Једно је од 65 општинских средишта округа Шмалкалден-Мајнинген. Према процјени из 2010. у општини је живјело 5.449 становника. Посједује регионалну шифру (AGS) 16066094.

## Географски и демографски подаци
Грабфелд се налази у савезној држави Тирингија у округу Шмалкалден-Мајнинген. Општина се налази на надморској висини од 340 – 370 метара. Површина општине износи 110,7 km². У самом мјесту је, према процјени из 2010. године, живјело 5.449 становника. Просјечна густина становништва износи 49 становника/km².